# Iván Ontaneda Berrú
Iván Ontaneda Berrú (Cariamanga, Loja, 26 de noviembre de 1967) es un empresario ecuatoriano, emprendedor agroindustrial del sector cacao y café. Fue Ministro de Producción, Comercio Exterior, Inversiones y Pesca de Ecuador en el gobierno del expresidente Lenín Moreno.

## Biografía
Empresario y emprendedor agroindustrial del sector cacao y café con 30 años de experiencia. Especializado en desarrollo de negocios internacionales. Tercera generación de una familia agroexportadora. Pionero en implementación de negocios inclusivos y encadenamiento productivo con pequeños productores de cacao en el Ecuador.
Estudió Administración de Empresas en la Universidad Católica Santiago de Guayaquil y A.S Degree in Business & Management, ICPR Junior College. 
El 3 de julio de 2019 fue posesionado como Ministro de Producción, Comercio Exterior, Inversiones y Pesca en Ecuador. En su primer discurso señaló que uno de los ejes prioritarios de su gestión será trabajar para lograr acuerdos comerciales en condiciones de equidad para el Ecuador y sus países socios en el exterior, además hizo énfasis en el trabajo articulado desde el sector público y privado. 

## Trayectoria
- Ministro de Producción, Comercio Exterior, Inversiones y Pesca[3]
- 2017-2019 Presidente del Directorio FEDEXPOR (Federación Ecuatoriana de Exportadores)
- 2017-2018 Miembro del Consejo Consultivo Productivo y Tributario (Presidencia de la República)
- 2015-2016 Presidente del Consejo de la Organización Internacional del Cacao – ICCO Londres
- 2012-2016 Presidente de ANECACAO (Asociación Nacional de exportadores e industrial de cacao del Ecuador)- Fundador y principal Conferencista de la Cumbre Mundial del Cacao
- 2013-2019 Representante de Ecuador en CHOCOVISION[4] (SUIZA)
- 2015-2016 Vicepresidente del Comité Empresarial Ecuatoriano.
- 1994-2019 C.E.O y Fundador de  http://www.eco-kakao.com.ec/ (enlace roto disponible en Internet Archive; véase el historial, la primera versión y la última). (Empresa agroexportadora de cacao) - Ubicado entre las 10 empresas exportadoras de cacao más grandes del país. Compañía ecuatoriana en programas de sostenibilidad, trazabilidad e inclusión de cadena valor
- 1998 – 2004 President de ONTANEDA & ONTANEDA CAFÉ GOURMET S.A - Empresa dedicada al desarrollo y exportación de cafés especiales para Europa y Japón.